# Fahrenheit (gra komputerowa)
Fahrenheit (w Stanach Zjednoczonych wydana jako Indigo Prophecy) – gra komputerowa, która jest połączeniem gry przygodowej ze zręcznościową, wydana w 2005 roku przez Atari, a stworzona przez Quantic Dream.
Gra opowiada o losach Lucasa Kane’a, przeciętnego nowojorczyka, który za sprawą tajemniczej siły zabija w toalecie restauracji zupełnie obcego sobie mężczyznę. Uciekając przed policją próbuje dowiedzieć się, kto i dlaczego go do tego zmusił, przy okazji odkrywając w sobie potężną moc. W czasie gry akcja przeskakuje również na inne postaci, takie jak para detektywów Carla Valenti i Tyler Miles, a także sporadycznie na brata Lucasa, księdza Markusa.
Fahrenheit odniósł wielki sukces, zyskując sobie uznanie zarówno krytyków, jak i graczy. W niemal wszystkich recenzjach wspominano o oryginalnym, filmowym sposobie przedstawiania historii i hollywoodzkiej fabule. Według oficjalnej strony twórców Farhenheita sprzedano na całym świecie ponad 800 tysięcy kopii tej gry.
29 stycznia 2015 wydano remaster gry o tytule Fahrenheit: Indigo Prophecy Remastered.

## Fabuła
Akcja gry toczy się w Nowym Jorku, sparaliżowanym szalejącą śnieżycą. Restauracja, zwyczajni ludzie i morderstwo, które wstrząsa całym lokalnym społeczeństwem. Bohater, Lucas Kane ocknąwszy się na podłodze restauracyjnej ubikacji spostrzega leżącego pod nim zadźganego mężczyznę, a w swojej dłoni nóż. Lucas nie pamięta jednak nic z tego co wydarzyło się wcześniej, nie potrafi się jednak pogodzić z faktem, że mógł zabić, nie uważa się za mordercę i postanawia odkryć prawdę o tym co się stało i czy faktycznie dokonał morderstwa. Gra stwarza możliwość przełączania się między postaciami, gracz więc poznaje i rozwiązuje tajemnicę zarówno z perspektywy Lucasa, jak i dwóch policjantów (Carla i Tyler) prowadzących śledztwo.

## Postacie

### Pierwszoplanowe
- Lucas Kane – główny bohater gry. Jako dziecko przebywał w bazie wojskowej Wishita, zabrany tam przez swoich rodziców – naukowców. Już w łonie matki został napromieniowany odkrytym przez rodziców artefaktem. Od urodzenia miewał periodyczne wizje, trzymał się z dala od grupy i izolował się emocjonalnie od innych ludzi. Od momentu morderstwa wizje powróciły z jeszcze większą mocą, niedługo potem Lucas odkrywa swoje nadludzkie moce, które pozwalają mu na łamanie praw fizyki. Głosu Lucasowi użyczył David Gasman, znany również z serii gier Rayman.
- Carla Valenti jest inspektorem nowojorskiej policji. Wraz z Tylerem zostaje wyznaczona do sprawy morderstwa w restauracji. Od samego początku przeczuwa, że ta sprawa jest inna niż wszystkie i wkrótce przekonuje się, że wcale się nie myli. Ma klaustrofobię i boi się ciemności o czym przekonamy się w grze. Głosu dla pani inspektor użyczyła Sharon Mann.
- Tyler Miles jest partnerem Carli w sprawie morderstwa. Mieszka razem ze swoją dziewczyną Samanthą Malone (zwraca się do niej "Sam"), która martwi się o niego z powodu jego pracy w policji. Ich stosunki są bardzo bliskie, jednak Tyler bardzo często rani ją stawiając pracę na pierwszym miejscu. Tyler uwielbia grać w koszykówkę (w jego biurze leży piłka do kosza, której nie znosi Carla) i posiada pokaźny zbiór winyli wytwórni Motown Records, którego nie zamieniłby na żaden inny. Jego hobby oprócz koszykówki i winyli są również gry wideo. Głosu użyczył również David Gassman.
- Markus Kane – ksiądz, brat Lucasa. Jako pierwszy dowiaduje się o morderstwie od Lucasa. Do końca nie wierzy w jego winę, ale myśli, że Lucas oszalał. Mimo to pomaga bratu.
- Prorok (The Oracle) – człowiek o nieznanej osobowości, pojawiający się w wizjach Lucasa. Wiadomo o nim tyle, że jest wyrocznią Majów, żyje od około dwóch tysięcy lat i pracuje dla pięciu potężnych istot.

## Produkcja
Twórcy gry w pewnym momencie nawiązali do książki i filmu Milczenie owiec. Zarówno w "Milczeniu..." jak i w grze policjantka składa wizytę w szpitalu psychiatrycznym, celem przesłuchania psychopatycznego mordercy. Głównymi wątkami łączącymi obie historie jest położenie celi więźnia oraz Barney – pielęgniarz sprawujący nadzór nad więźniami, którego poza imieniem, łączy wygląd, do złudzenia przypominający Barneya z filmu.
Animacje w grze zostały wykonane za pomocą techniki motion capture.

## Ścieżka dźwiękowa
- Theory of a Deadman – Santa Monica
- Theory of a Deadman – No Surprise
- Theory of a Deadman – Say Goodbye
- Theory of a Deadman – No Way Out
- Teddy Pendergrass – Love TKO
- Ben E. King – Street Tough
- Patrice Rushen – Hang It Up
- Bobby Byrd – Try It Again
- Society's Bag – Let it Crawl
- Leee John – Just An Illusion
- Nina Simone – No Good Man
- Martina Topley-Bird – Sandpaper Kisses

## Aktorzy (dubbing w wersji angielskiej)
- David Gasman
- Paul Bandey
- Sharon Mann
- Doug Rand
- Christian Erickson
- Jodi Forrest
- Matthew Geczy
- Mike Marshall
- Thomas Pollard
- Barbara Scaff
- James Shuman
- Allan Wenger
- Elisabeth Fournier (scenariusz)